# Universiteit van Curaçao
De Universiteit van Curaçao (University of Curaçao mr. dr. Moises Frumencio da Costa Gomez) heette voorheen de Universiteit van de Nederlandse Antillen (UNA). Op 12 januari 2011 is deze nieuwe naam bekendgemaakt. De nieuwe naam houdt verband met het ingaan van de nieuwe staatkundige verhoudingen in het Koninkrijk der Nederlanden op 10 oktober 2010.

## Locatie
De universiteit is gevestigd in Willemstad, Curaçao. Zij werd opgericht in 1979, en het onderwijs is meertalig. Er zijn opleidingsprogramma's die volledig in het Engels, Nederlands, Papiaments of Spaans worden aangeboden.

## Faculteiten
Er zijn vijf faculteiten met de volgende studierichtingen:
- Faculteit der Rechtsgeleerdheid: de bachelor Recht; de master Recht; de master Fiscaal Recht; en de master Notarieel Recht
- Faculteit der Technische Wetenschappen: bachelor Architecture BBE; Bachelor Civil Engineering BBE; Bachelor Information & Communication Technology (BICT); Bachelor Electrical Systems Engineering (Beng),de Bachelor Industrial Engineering (Beng);  Bachelor in Engineering & Sustainable Technology (BSc).
- Faculteit der Sociale en Economische Wetenschappen: Bedrijfskunde en Accounting (Bachelor en Master)
- Algemene Faculteit: Bacheloropleidingen leraar Papiaments, Engels, Nederlands, Spaans; professional masteropleidingen Papiaments, Engels, Nederlands, Spaans; Lerarenopleiding Funderend Onderwijs (op Curaçao)/Primair Onderwijs (op Bonaire)
- Faculteit der Maatschappij- en Gedragswetenschappen: Bachelor Social Work; Bachelor Toegepaste Psychologie

## UDC
Op Curaçao kun je studeren aan de Universiteit van Curaçao en aan de University of the Dutch Caribbean.